# Історія Словаччини
Історія Словаччини — історія території сучасної Словаччини з давніх часів до наших днів. Поділяється на чотири періоди: період перед угорським завоюванням у X ст.; епоха угорського правління до 1918 р.; чехословацький період (1918–1992) і період незалежної Словацької Республіки (з 1 січня 1993).

## Давня історія

### Палеоліт
Завдяки сприятливим природним умовам на території нинішньої Словаччини люди почали оселятися з найдавніших часів. Перші ознаки людських поселень належать до палеоліту. Цій добі характерне чергування льодовикового і міжльодовикового періодів. Зафіксовано знахідки різних палеолітичних культур — від Олдувайської культури до свідерської культури (словац. świderien). Є докази присутності гейдельберзької людини, найдавніші знайдені кістки були останками неандертальців, найвідоміша знахідка походить із села Гановце, біля Попраду.[джерело?]

### Мезоліт
Характерна ознака доби — остаточний відхід льодовика, котрий багато тисячоліть сягав до північних кордонів сучасної Словаччини.

### Неоліт

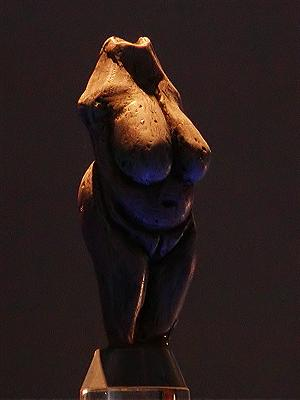
Венера з Мораван над Вагом

З неоліту (коли виникло сільське господарство) залишилось уже більше слідів. Знайдено рештки селищ, кераміки, але і духовного життя населення у формі жертовних дарів або культових предметів, якими правдоподібно були і венери з Нітранського Градку, Мораван над Вагом та інших місць.
У цей період на Словаччині появились такі культури: культура лінійно-стрічкової кераміки, культура лінійно-східної кераміки
желєзовський культурний округ, буковогірська культура і почались лендельська культура та полгарська культура, яка була поширена на півдні східної Словаччини, на півночі східної Угорщини, заході Румунії та на Закарпатті.

### Енеоліт
Ця доба характерна передусім масовим використанням металів (мідь і золото; перші знахідки міді походять вже з раннього неоліту). З цим пов'язана поява членування суспільства (як мінімум ремісники, сільські господарі, пастухи, торговці) та бартерної торгівлі, далі вдосконалення обробки землі за допомоги свійських тварин та посилення ролі чоловіка в суспільстві — патріархат
У цей період спочатку характерний продовженням лендельської та полгарської культур, пізніше на території цілої Словаччини появилась баденська культура.

### Бронзова доба
Під час бронзової доби, характерної поширенням бронзу, на території Словаччини появилась велика кількість різних археологічних культур, напр. унєтицька культура (словац. unětická kultúra), мадяровська культура, отоманська культура, різні культури курганних поховань та культури полів поховальних урн в тому числі лужицька культура. З цих культур залишились знахідки кілька бронзових косаків, віз з колесами, сліди дерев'яних споруд будованих без використання цвяхів.

### Залізна доба

#### Рання залізна доба (Латенська культура)
Залізна доба та з нею пов'язані технології з'явились на території Словаччини правдоподібно з області Анатолії та/або Італії. В цей період завдяки сприятливим умовам на території Словаччини починається розвиток добування заліза, свинцю, золота та солі. Вперше тут з'явилися гончарний круг (векерзугзька культура). Продовження соціальної диференціації. В цей період на території Словаччини появились гальштатська культура, (конкретно календерберзька культура), куштановицька культура (Траки?) та векерзугзька культура (правдоподібно Скіфи) а на півночі далі продовжувала розвиватись лужицька культура.

#### Пізня залізна доба

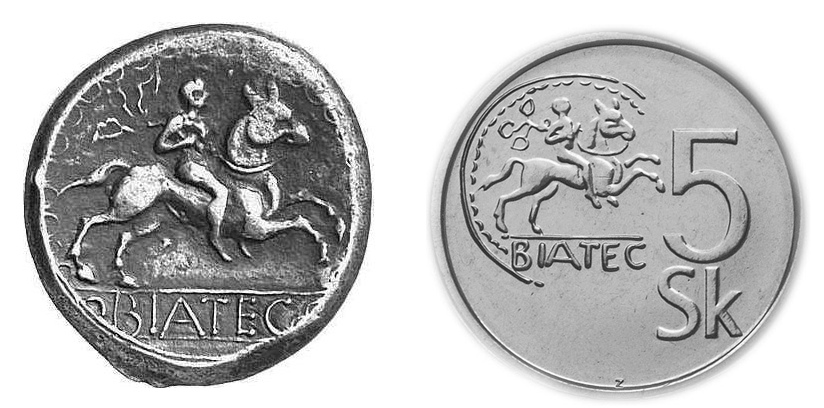
Монета кельтів, знайдена в Братиславі, та сучасна монета 5 крон

У цей період на Словаччину прийшли кельти, яких можна вважати першим історично доведеним народом на теренах Словаччини. Кельти прийшли до Карпатської угловини з території Німеччини, Франції та з району Альп. Після приходу, який правдоподібно спровокував сутички з Римською Імперією, кельти підкорили корінне населення. В кінці пізньої залізної доби створили кілька укріплених поселень — опід, декотрі з них, напр. Братиславське опідум з цього часу постійно заселене. Однак переважна більшість кельтів проживала в невеликих поселеннях, хати будували з дерева та часто замикали залізними замками. Кельти були вмілими ремісниками ковалями, гончарями, монетниками, землеробами та торговцями. Підтримували тісні стосунки з грецькою та римською цивілізаціями.
Наприкінці 2 тисячоліття до н. е. на територію Словаччини прийшли даки, які первісно заселяли приблизно територію сьогоднішньої Румунії. В період завоювань першого дакського короля Буребісти південна Словаччина (низовина) була заселена даками і приєднана до їхнього королівства, звідти витіснили частину кельтів. Однак у 10 р. до н. е. у Панонській угловині римляни перемогли даків і пересунули кордон Римської імперії на середній Дунай. Даки зникають з території Словаччини приблизно у 1 ст. н. е., найдовше протримались на сході країни.
Ліквідацію більшості кельтів завершили завоювання германців із північного заходу — на території Словаччини початком 1 ст. н. е. Однак рештки кельтів (котини) залишились на півночі країни аж до 2 ст. н. е.

### Германці та Римська Імперія

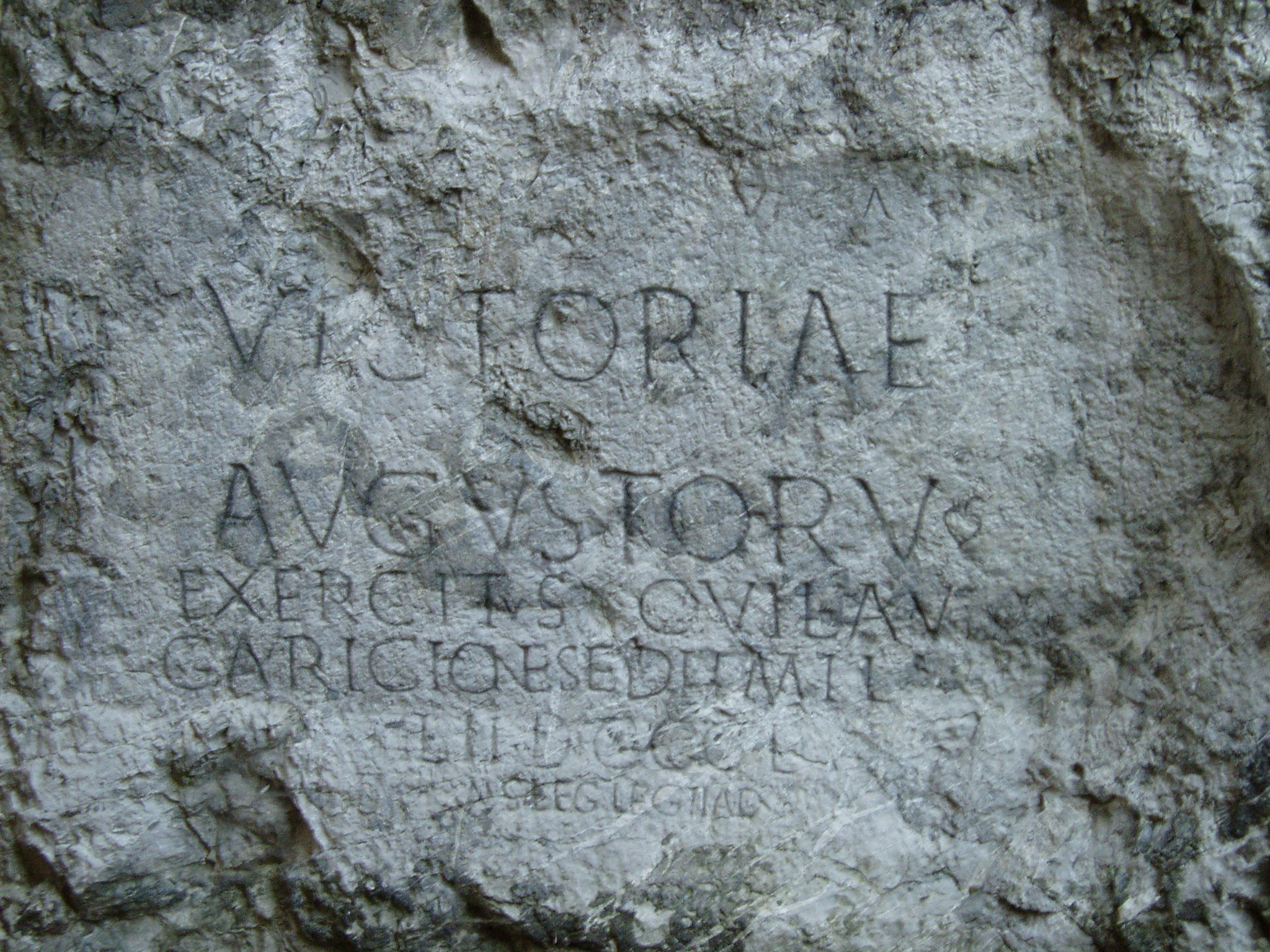
Римський напис на замковій скелі у Тренчині з 178.179 рр.

Германська цивілізація не була в цю добу на такому високому рівні як кельтська. Германці більше займались землеробством та кочовим скотарством, але були також добрими воїнами. Відомо, що германські племена на території південно—східної Словаччини називались маркомани, у західній Словаччині квади, вплив яких поширювався з території сучасної Чехії. Однак германці незадовго після свого приходу на терени Словаччини зіткнулися з розростаючоюсь Римською Імперією. У 12—9 рр. до н. е. почались бої між римським військом у провінції Паннонія та військами потужного германського короля Маробода.
У 1 ст. була територія Словаччини декілька років частиною «Ванійового королівства» (словац. Vanniovo kráľovstvo).
Ваній (словац. Vannius) правив приблизно 30 років, але подібно як Маробод став досить потужним і тому був за підтримки римлян позбавлений влади. Римська Імперія поблизу Дуная будувала прикордонні укріплення. Одне з римських прикордонних поселень на теренах Словаччини називалось Герулата, знаходилось в околиці села Русовце біля Братислави. Поселення мало всі ознаки римських міст, лазні і форум.
Маркоманські війни та сутички з римською армією мали для германців на теренах Словаччини погані наслідки. Кілька десятилітня тривала війна, яка велася на території сучасної Італії, Австрії, Угорщини, Словаччини, Чехії, очевидно і на теренах декотрих інших майбутніх країн. Розміри та тривалість говорять нам про запеклі та криваві бої. Античні автори повідомляють про безперервні атаки римлян на північ та контратаки германців на південь. Багато з боїв, як наприклад експедиція імператора Доміціяна у 88 році завершились для римлян катастрофою.
Ситуація в регіоні ускладнювалась проникненням численних народів, які цій області намагались перетнути римський кордон і декотрі з них чинили тиск на германців. Германці використали слабкість римлян після того, як їхнє військо повернулось з експедиції проти персів заражене чумою і приблизно у 170 році його кілька разів атакували. У 172 році проти германців Марк Аврелій вів каральну експедицію. Його син Коммод вів проти германців ще одну експедицію і після їхньої поразки уклав з ними мир. Відтоді збереглася одна з перших письмових пам'яток на теренах Словаччини — римський напис на замковій скелі у Тренчині, що датується приблизно 178–179 роком, тодішнє поселення згадується як «Лаугаріціо» (лат. Laugarício). Військові фортеці римлян знаходились тоді і на північ від Дунаю біля села Іжа, що при Комарні. Германці в цю добу поступово романізувались. Їхня шляхта охоче співпрацювала з римлянами. Про те свідчать численні знахідки римських пам'яток і глибше на території заселеній тоді германцями.
Під час влади Валентиніана був кордон на середньому Дунаю внаслідок небезпеки з боку германців інтенсивно перебудований і ще більше укріплений. Але це Римську Імперію не врятувало.

## Раннє Середньовіччя

### Переселення народів
Наприкінці 4 ст. уже Стародавній Рим перебував у глибокому занепаді. Події, відомі як переселення народів, були одною з останніх причин розвалу імперії. Велика частина корінного населення з країни або втекла, або підкорилась (у бою) іншим народам. Через територію Словаччини тоді пересувались багато племен, напр. вестготи, остготи, лангобарди чи гепіди. Всі ці народи почали рухатися внаслідок атаки кочових гунів. Останні створили центр у близькому сусідстві Словаччини — між Дунаєм і Тисою.

### Ранньослов'янська доба
Слов'яни в цей період просувалися до країни у кілька хвилях. Перші хвилі прийшли на територію Словаччини під час V-VI ст.ст. Під час просування стрічали решту первісного германського але й кельтського населення. Нові прибульці часто залишились жити між первісним населенням, і так на Словаччині обґрунтовується прийняття географічних назв германського походження. Слов'яни в цей час колонізували приблизно лише 10 % території, решта залишилась дикою недоторканою країною. Пізнали ячмінь, просо, пшеницю, мак, льон. Займались сільським господарством та годівлею худоби. Були й здатними ремісниками — передусім виробники коштовних оздоб та гончарі. Слов'яни на заході стикалися з Франкським королівством
Нестача писемних пам'яток про слов'ян полягає і в тому, що спочатку не брали участь у жодних великих війнах. Перші часткові писемні згадки про слов'ян на території Словаччини походять від Прокопія, порадника візантійського полковника Велісарія. Ці слов'яни згідно з його записами допомагали лангобардові Ільдігесу, який змагався за наслідництво королівського трону і під його командуванням утворили 6—ти тисячне військо, яке воювало проти готів та римлян. Прокопій Кесарійський в іншій частині своїх літописів далі писав про те, як інше слов'янське військо в кількості 3000 чоловік у двох групах перетнуло Дунай і вдерлося в Іллірію та Фракію. Там розгромили порівняно численніші імператорські відділи прислані проти них. Крім іншого далі пише про жорстокі масакри цивільного населення та про садження ворогів на палю.[1]
В половині VI століття до Подунайської низовини вдерлися аварські племена, їхній вплив сягав і на терени південної Словаччини. Культурний вплив сягав далі. Слов'яни під їхнім впливом перестали мертвих спалювати і почали їх хоронити в землю.

### Держава Само

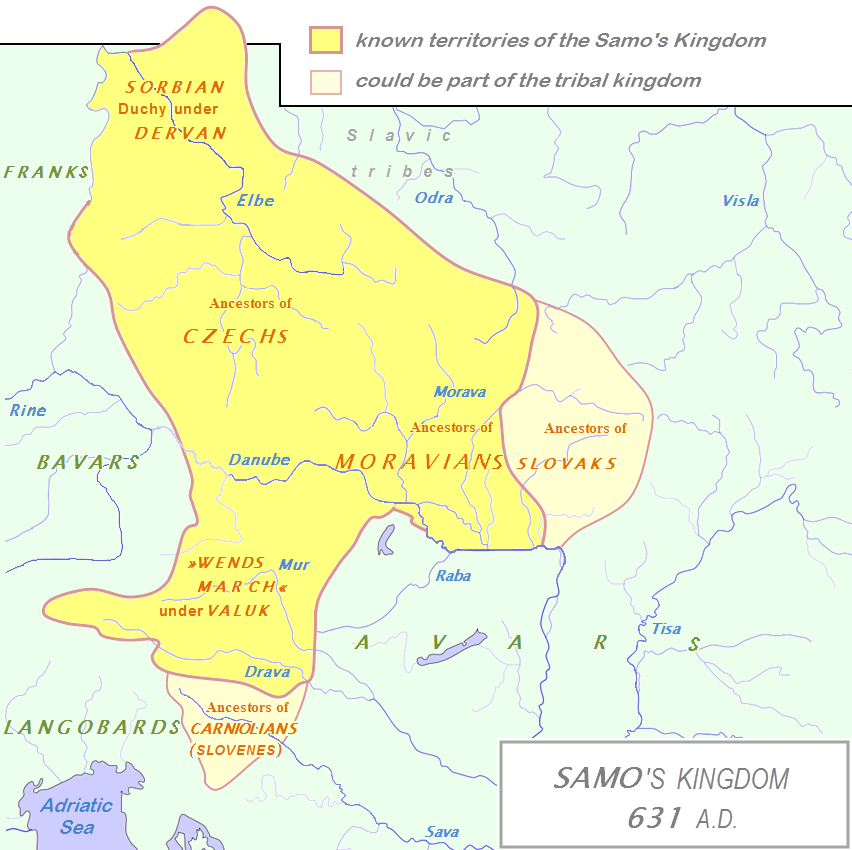
землі держави Само

У 6 ст. слов'яни були підкорені кочовими племенами аварів, але їхня жорстока влада між слов'янами викликала повстання. Згідно з хронікою Фредегара, в одному з таких повстань взяв участь і франкський купець Само, якого слов'яни обрали королем племінного союзу — Держави Само (словац. Samova ríša) (623–658) — першої держави західних слов'ян через його мужність і військові здібності. Однак Держава Само занедовго потрапила в конфлікт з Франкським королівством через атаки на купців. Коли король франків Дагоберт I намагався підкорити державу Само через те, що остання відмовилась визнати його територіальні претензії та платити данину, почалася війна. Франки потім разом з лангобардами атакували слов'ян та плюндрували їхню землю. У 631 р. Дагоберт I був переможений у Битві під Вогатізбургом і держава Само відстояла незалежність. Після смерті Само у 658 р. племінний союз слов'ян знову розпався. Авари були остаточно переможені аж Карлом Великим на зламі 8-9 ст.. Потім практично зникли або змішались з навколишнім слов'янським населенням.

## Великоморавія

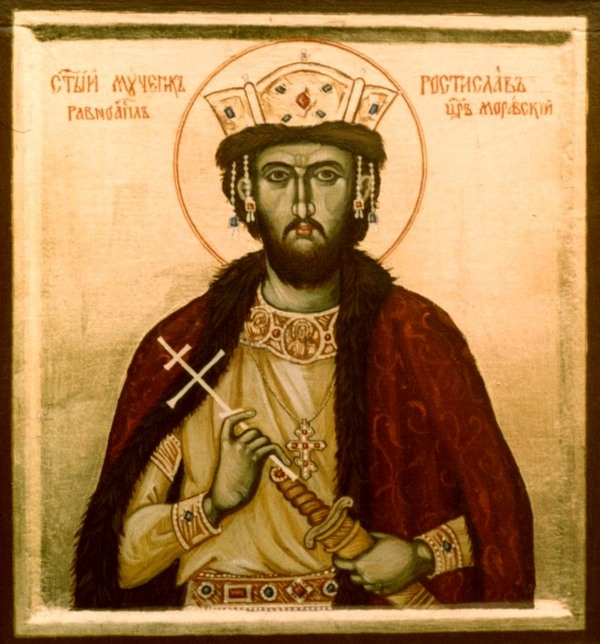
Ростислав, князь Великої Моравії (правив 846—870)

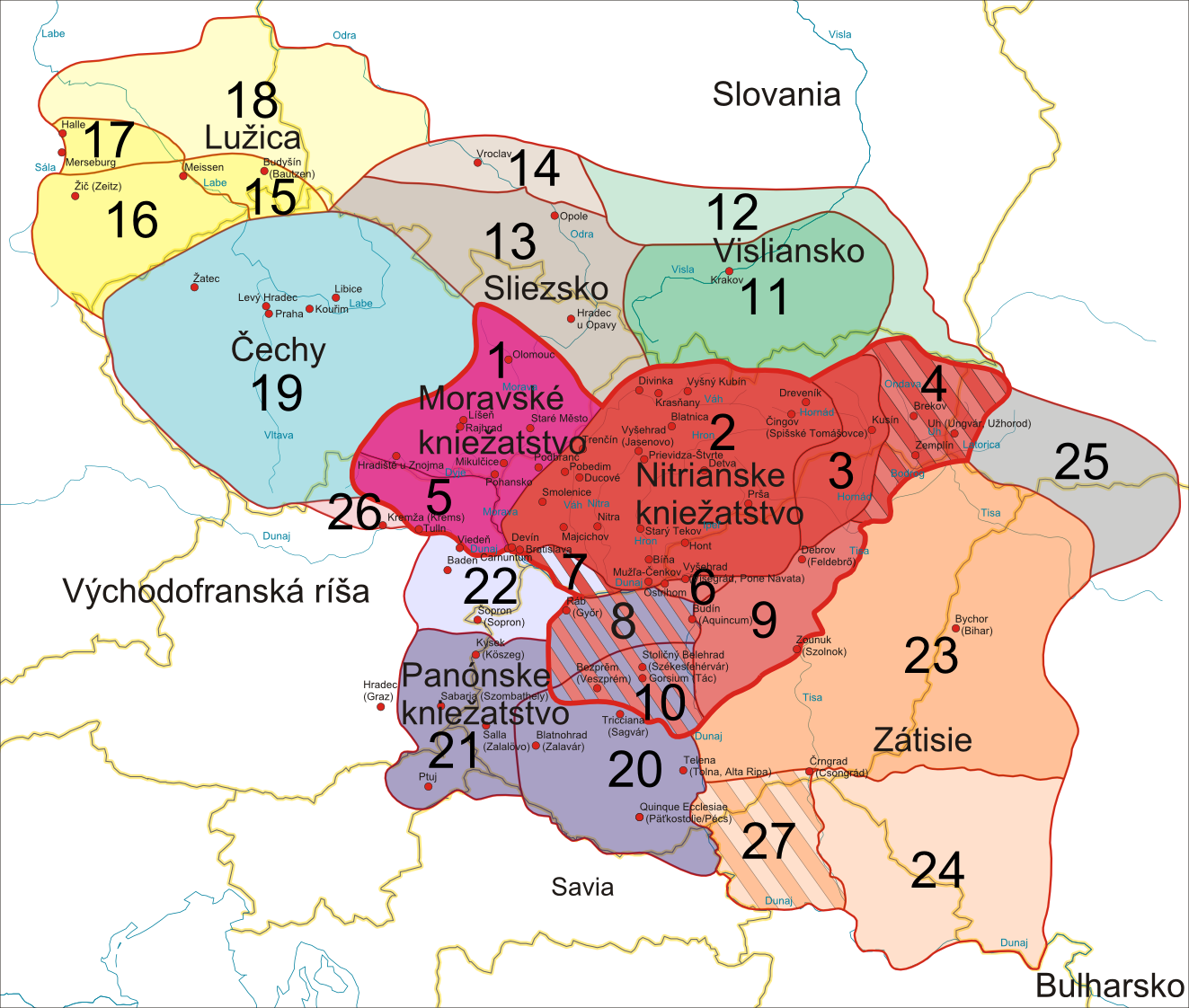
землі Великої Моравії

З VIII ст. слов'янські племена знов почали об'єднуватися. У першій половині IX ст. виникли два князівства — Моравське на чолі з Моймиром І та Нітранське на чолі з Прібіною. 833 року Моймир вигнав Прібіну з Нітранського князівства і об'єднав обидва князівства, створивши Велику Моравію. Вигнаний Прібіна осів біля Блатенського озера, де збудував фортецю Блатноград. Помер 861 року і його місце посів син Коцель. Нітранське князівство залишилось удільним князівством, яким володів спадкоємець престолу.
Наростання впливу Великоморавії викликав опір Східнофранкського королівства, першим королем якого став Людовик II Німецький. Він 846 року вдерся на Велику Моравію і після смерті Моймира І силою посадив за володаря його племінника Ростислава. Однак Ростислав відмовився підкоритись Франкському королівству, намагався здобути церковну незалежність, наказав вигнати баварських священиків з Великоморавії та підтримував ворогів Людовика. 855 року розлючений Людовик з великим військом напав на Великоморавію, але був переможений і загнаний на відступ.
Намагаючись остаточно позбутися східнофранкського впливу на Великій Моравії, Ростислав 861 року без успіху звернувся до папи Миколая I з проханням надати єпископа та священиків, щоб ті навчили духовенство. За порадою візантійських священиків, які тоді перебували на теренах Великої Моравії, Ростислав звернувся з однаковою просьбою до візантійського імператора Михаїла III. Той його вислухав і 863 року до Великої Моравії прийшли учителі віри на чолі із св. Константином та Мефодієм.
870 року Ростислав, який воював із східнофранкськими військами, був зраджений племінником Святополком, виданий до рук франків та осліплений, а самого Святополка франки теж ув'язнили. 871 року у Великій Моравії виникло повстання на чолі з князем Славомиром (словац. Slavomír). Святополк тоді франкам запропонував, що допоможе придушити повстання. Так був поставлений на чолі армії проти Славомира, після домовленості з ним перейшов на його бік і спільними силами перемогли франків. Внаслідок цього став необмеженим володарем Великоморавії. 874 року Святополк з Людовиком підписали мир у Форхгаймі. З цього часу Святополк почав до Великоморавії приєднувати сусідні землі — Чехію, Сілезію, землю Лужицьких Сербів, Віслян. За його влади Великоморавія досягла найбільшого територіального розмаху, тому деколи її називають «Великоморвська імперія» (словац. Veľkomoravská ríša).
Після його смерті у 894 році на престол сів його син Моймир II, який мусив витримати натиск з боку франків та кочових угорців, однак з боку конкурентів за престол — Святополка II, другого сина Святополка. Однак зрештою 906 або 907 року кочові племена угорців під командуванням Арпада атакували Великоморавію, яка розпалася і поступово стала частиною Угорського королівства

### Кирило і Мефодій

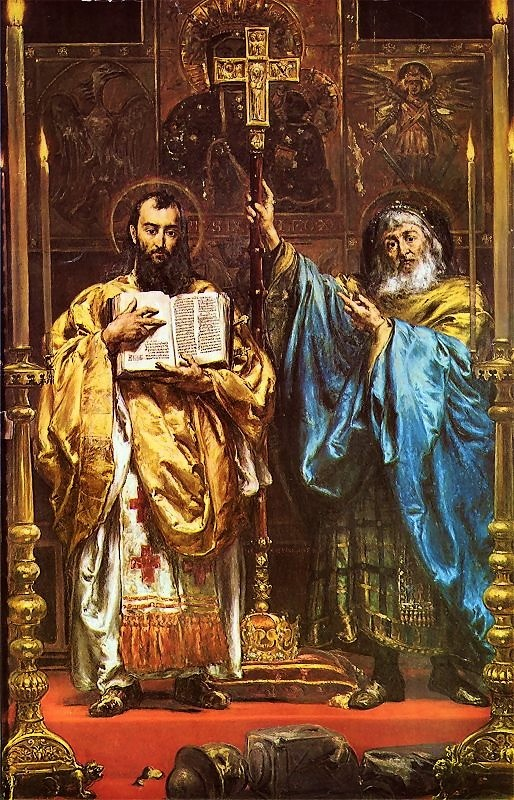
Кирило і Мефодій

Костянтин (який перед смертю прийняв монаше ім'я Кирило) та Мефодій зразу після приходу до Великої Моравії заснували перше словенське училище, де навчали місцеве словенське (словєнське) духовенство, заснували слов'янське письмо — глаголицю, завели старослов'янську мову в літургію та принесли переклади літургійних та біблійних текстів, які підготували вже заздалегідь.
867 року двоє братів вибралися до Риму отримати від папи схвалення щодо використання старослов'янської мови як літургійної та щоб папа висвятив їхніх учнів священиками. По дорозі зупинились в Блатенському князівстві, де правив син Прібіни Коцель, недовгий час там залишились і навчали (місцеве населення), а потім знову вирушили в дорогу. Коли прибули до Риму, папа Миколай I, який сам прислав братам запрошення, уже помер, а привітав їх новообраний — Адріан II, який ще цього року схвалив їхню місію і на наступний рік видав буллу «Gloria in excelsis Deo», в якій старослов'янську мову офіційно визнав як четверту літургійну мову в Західній церкві, крім латинської, грецької та гебрейської. Папа також дав висвятити учнів Кирила і Мефодія на священиків
У лютому 869 року Костянтин помер від наслідків хвороби, але ще до того вступив у монастир і прийняв чернече ім'я Кирило. Мефодій був висвячений архієпископом Паннонії та Великої Моравії і висланий назад за Ростиславом, щоб продовжував у своїй місії та вчив у великоморавському училищі. Однак на зворотній дорозі був за наказом баварських єпископів схоплений і три роки ув'язнений у Баварії. Звідти, звільнений 873 року після втручання нового папи Івана VIII, продовжив дорогу на Великоморавію, де в той час уже правив князь Святополк І після зради свого дядька Ростислава. Мефодій продовжував свою місію аж до 885 року, коли помер. Перед смертю призначив своїм наступником св. Горазда. Після смерті Мефодія Святополк на прохання папи заснував нову єпархію в Нітрі на чолі з єпископом Віхінгом, який у папи Степана отримав дозвіл на заборону богослужіння старословянською мовою, а також звільнення та вигнання Горазда з Великоморавії.

## Угорське правління

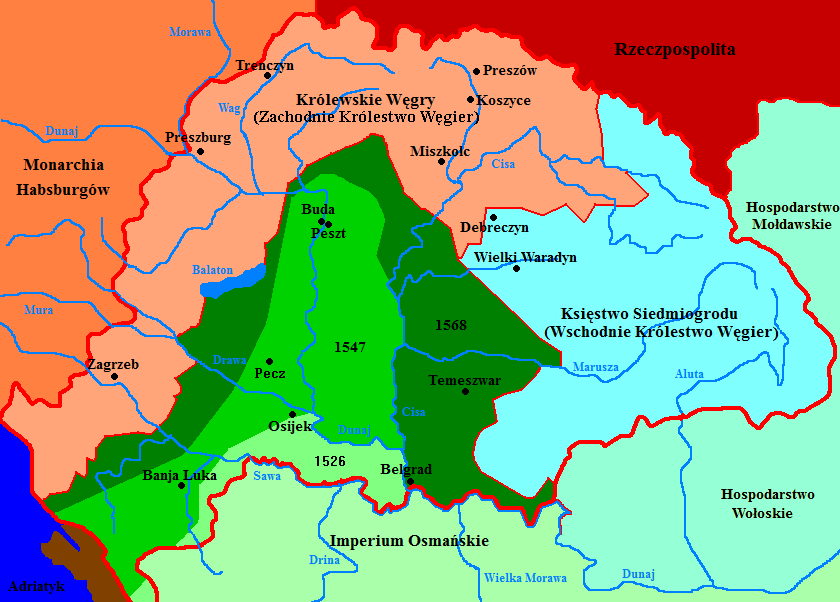
Поділ Угорського королівства після 1526 р.

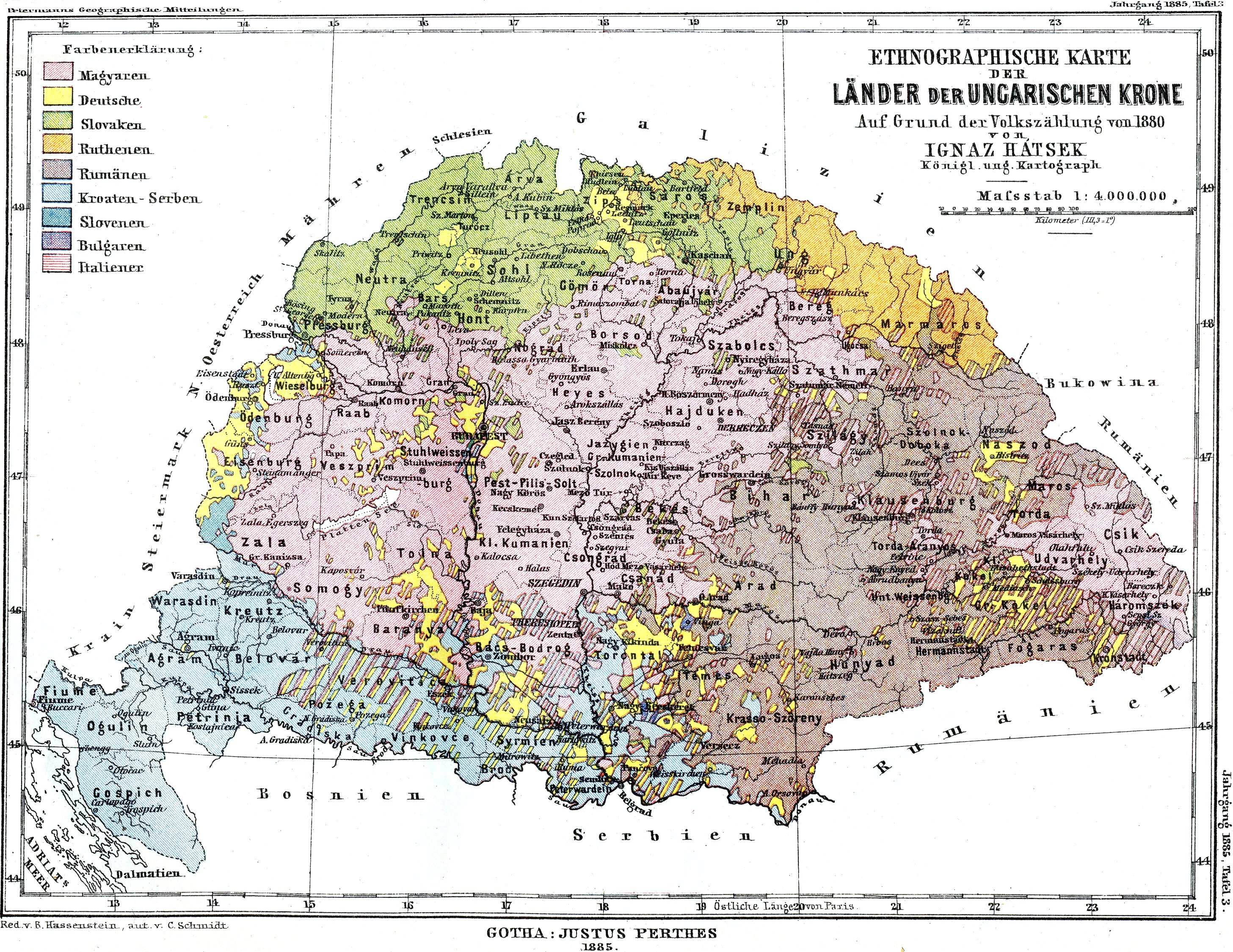
Етнічний склад населення Угорщини у 1880 р.

Етнічний склад населення Австро—Угорщини у 1910 р.

На початку X ст. під час нашестя племен старих угорців Великоморавська держава була зруйнована. Територія Словаччини, відділившись від чеських і моравських земель, потрапила під правління угорців. Завойована Угорщиною країна була населена в основному селянами. Угорщина поводилася по відношенню до словаків як до переможеного народу.
У 1242 територія Словаччини зазнала спустошливого нашестя монголів, що вторглися до Угорщини. Пізніше з появою переселенців передусім німецького походження почався економічний розвиток словацьких земель. Зростали міста, з'явився клас словацьких бюргерів. У XIII-XIV ст. зв'язки між словаками і чехами були відновлені. Гуситський рух у Чехії зачепив і Словаччину.
Результатом перемоги турків під Могачем у 1526 р. став розподіл Угорського королівства на три регіони: центральний — під владою турків, Трансільванію — під управлінням місцевих князів але було васалом Османської Імперії і т. зв. Королівську Угорщину під владою Габсбургів; у складі останньої опинилася і Словаччина, яка займала центральне положення в Угорському королівстві, а Братислава була столицею Габсбургів до остаточного вигнання турків і звільнення всієї Угорщини в кінці XVII ст. У регіоні набуло поширення протестантство, але при Габсбургах активізувалися сили католицької Контрреформації.
Період поінформованого абсолютизму за імператора Йосифа II (1765—1790) мав особливо важливе значення для розвитку Словаччини. Хоча соціальні реформи і релігійна толерантність сприятливо вплинули на Словаччину, введення німецької мови в Угорщині викликало обурення місцевого населення, що в свою чергу подіяло на словаків.
Зростання угорської національної самосвідомості сприяло словацькому національному відродженню; подібний рух відбувався і серед чехів. Такі словацькі письменники, як Ян Коллар і Йозеф Шафарик, відіграли однаково важливу роль як у чеському, так і в словацькому відродженні. Обидва писали класичною чеською мовою. Деякі літератори почали використовувати словацький діалект як літературну мову. Це була реакція на політику Угорщини, яка в 1836 році оголосила офіційною тільки угорську мову. У 1845 році словацький літератор і патріот Людовит Штур почав видавати перше періодичне видання словацькою — «Словацьку національну газету» (словац. Slovenskje národňje novini).
Патріотичний підйом і поширення революційних ідей в Угорщині продовжували впливати на словацький патріотичний рух. У ході революції 1848 р. була розроблена програма «Вимоги словацького народу» (словац. Žiadosti slovenského národa) — перше висловлення політичних вимог словаків. Програма закликала використовувати словацьку мову в школах, судах, органах місцевого самоврядування, а також обирати словацький парламент на основі загального виборчого права. Це призвело до протиборства словаків і угорців; деякі словацькі революціонери перебралися до Праги. Поразка угорської революції і перемога австрійської реакції не поліпшили становище словаків. У 1861 р. було прийнято «Меморандум словацького народу» (словац. Memorandum národa slovenského), в якому містилася вимога місцевої автономії. Також засновано культурно-просвітницьке товариство «Матиця словацька».
Створення Австро-Угорської імперії у 1867 році збільшило залежність словаків від Будапешта. Угорці, що надихнулися ідеєю об'єднання своєї частини імперії, з великим завзяттям проводили політику мадяризації. Були закриті «Матиця словацька» і словацькі вищі навчальні заклади, словацька мова була дозволена лише в початкових школах.
Продовжувалася політична дискримінація словаків, словацькі депутати дуже рідко обиралися до парламенту Угорщини. Був відсутній механізм формування словацької еліти; роль політичного лідера часто брало на себе духовенство. Напередодні Першої світової війни словацькі патріоти тісно співпрацювали з іншими народами Австро-Угорської імперії; саме в цей час почала набувати чітких обрисів ідея створення чехословацької держави.
В умовах внутрішньополітичної кризи всередині Австро-Угорської імперії та наростання антивоєнних настроїв суспільства змінюється позиція словацьких національно-визвольних сил. Якщо раніше в Словаччині переважали прагнення до здобуття автономії за типом угорської, то з 1914 року там активізується рух за повне відокремлення словацьких земель від імперії. При цьому значна частина нового покоління словацької інтелігенції схилялась до необхідності об'єднання з чеським національним рухом. Оскільки всередині країни національні сили були розрізненими, роль провідника при цьому взяла словацька еміграція (передусім, в США та Франції).
У роки Першої світової війни чехи і словаки виступили з вимогою єдиної держави. Словацький генерал Мілан Штефаник разом з чеськими лідерами Томашем Масариком і Едвардом Бенешем провели роки війни на Заході, домагаючись підтримки з боку Франції і Великої Британії. У самій Словаччині до створення нової країни закликали священик Андрій Глінка і Вавро Шробар; Мілан Годжа став глашатаєм чехословацьких і словацьких інтересів у Відні. Як тільки рух за незалежність почав діяти всередині Словаччини і за кордоном, словаки в США вийшли з ініціативою підписання угоди з чехами щодо створення чехословацької держави. Пітсбурзька декларація 30 травня 1918 року, підписана в присутності Масарика, не мала статусу офіційного документа; в ній говорилося, що Словаччина повинна стати автономною частиною нової держави з власним парламентом, адміністрацією, судовою системою, передбачалося використання словацької мови як офіційної.

## Чехословацький період (1918—1992)
Чеська національна рада 28 жовтня 1918 р. проголосила в Празі незалежність Чехословаччини, а 30 жовтня Словацька національна рада в Мартіні (іст. назва Турчанський Святий Мартін) заявила в т. зв. «Мартінській декларації» про відділення Словаччини від Угорщини й утворення чехословацької держави. Спільна держава була відтворена на основі об'єднання двох народів після десяти століть розділення, але питання про чіткі взаємовідносини між ними залишалося відкритим. У конституційних дебатах перемогу здобула централістська тенденція, що отримала підтримку більшості чехів. Чехословаччина була проголошена єдиною і неподільною республікою. «Ідея чехословакізму» — ідея єдиної нації, що використовує спільну мову, знайшла підтримку і в Празі, і у частини словацького населення. І все ж централістський характер нової республіки не влаштовував багатьох громадян Словаччини, насамперед прихильників Народної партії Глінки, а також Йозефа Тисо, які виступали з вимогою повної автономії для цієї частини країни і отримали на виборах у 1925 р. 32 % голосів словаків. Частину голосів у Словаччині здобули також більш помірковані партії, що виступали проти автономії. Провідну роль у більш екстремістських рухах відігравали католики.

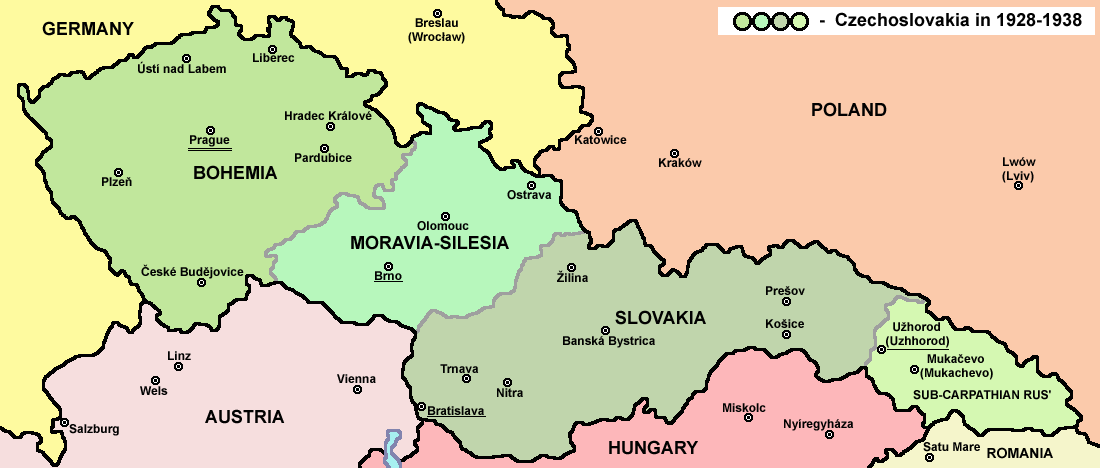
Поділ Чехословаччини. 1928 р.

У результаті словацьке питання перетворилося в центральну проблему нової держави, а антагонізм і напруженість у відносинах між чехами і словаками часто заступали справжні досягнення в розвитку Словаччини. Деякі з її найбільш поміркованих лідерів обіймали високі посади в чехословацькому уряді.
У 1938 р. після Мюнхенської угоди багато словаків з числа екстремістського крила автономістів виступили з вимогами повного відділення від чехословацької держави. Коли в березні 1939 р. Гітлер захопив Прагу, німецькі і словацькі нацисти створили окрему словацьку державу. Її уряд являв собою сателіт нацистської Німеччини на чолі з президентом Тисо. Пізніше на радянсько-німецький фронт були направлені словацькі війська для демонстрації підтримки німецького вторгнення в СРСР.

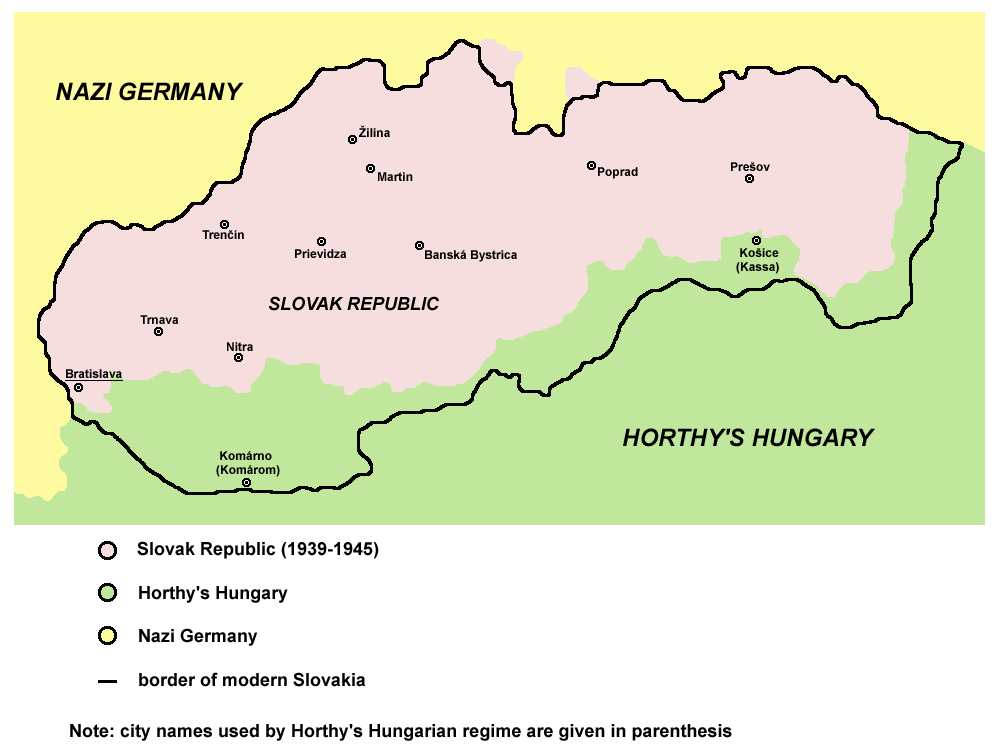
Перша Словацька республіка. 1941 р.

У роки війни деякі словацькі лідери (Штефан Осуський, Юрай Славік тощо) співпрацювали з емігрантським урядом Чехос, який не мав великого впливу в Словаччині і розгорнув активну діяльність у Москві. У грудні 1943 року була створена Словацька національна рада, що стала на чолі підпільного руху опору, в якому брали участь комуністичні і некомуністичні сили. Рада виступила проти режиму Тисо, визнала необхідність відновлення Чехословаччини на основі рівноправного партнерства між чехами і словаками і почала підготовку збройного повстання. Воно почалося в серпні 1944 р. в районі м. Банська-Бистриця під керівництвом партизанів.
Незважаючи на допомогу, надану радянським наступом з Польщі, словацькі партизани були розгромлені німецькими військами протягом двох тижнів.
У кінці війни Словацька національна рада взяла під контроль всю Словаччину. Використовуючи гасла словацького націоналізму, комуністи прагнули утримати владу, але на виборах 1946 року некомуністичні партії здобули в раді 63 % місць. Тоді комуністи змінили свою тактику, роблячи ставку не на переконання, а на насильство; в країні почалися масові арешти.
Після захоплення влади комуністами в 1948 року Словаччина вперше отримала широку автономію, яка надалі була значно урізана. Суверенітет Словаччини став однією з головних цілей визвольного руху 1968 р. в Чехословаччині. Незважаючи на вторгнення в серпні 1968 р. до Чехословаччини збройних сил країн Варшавського Договору, 30 жовтня 1968 р. був ухвалений конституційний закон, що засновував у Чехословаччині федеративну державу. Новий закон, що набрав чинності 1 січня 1969 року, надавав широкі повноваження чеській і словацькій регіональним адміністраціям, засновував двопалатні національні збори, в одній з палат яких чехи і словаки мали рівне представництво.
Демонстрації в листопаді 1989 року поклали край комуністичному правлінню. У Чехії виник рух Громадянський форум, а в Словаччині — Громадськість проти насилля (ГПН, словац. Verejnosť proti násiliu). Країна отримала нову назву — Чеська і Словацька Федеративна Республіка. На виборах 1990 р. ГПН і Християнсько-демократичний рух (ХДР, словац. Kresťanskodemokratické hnutie) набрали найбільшу кількість голосів.
У кінці 1990 року федеральний парламент надав Словаччині право розпоряджатися своїм бюджетом, не вирішивши при цьому питання про гарантії її суверенітету. У 1991 р. федеральні, чеські і словацькі урядові кола провели серію зустрічей, на яких розглядалися питання надання автономії Словаччині, однак угоди не було досягнуто. Рух ГПН розколовся, зокрема щодо питання про сепаратизм, а на виборах 1992 року нова організація патріотичних сил — Рух за демократичну Словаччину (РЗДС, словац. Hnutie za demokratické Slovensko) — здобула більшість місць у словацькому законодавчому органі. У червні 1992 р. лідери федерального, чеського і словацького урядів досягли угоди про мирне розділення Чехословаччини.

## Словацька Республіка (1993—)
1 січня 1993 р. виникли дві самостійні держави: Словаччина і Чехія.
Після оформлення Словаччини як суверенного політичного суб'єкта розвиток її політичної системи характеризувався процесами перегрупування і поляризації сил. Початковий період політичної історії Словацької Республіки пов'язаний з ім'ям прем'єр-міністра Владіміра Мечьяра. У період першого терміну перебування на посаді прем'єр-міністра (січень 1993 — березень 1994) Мечьяр виступав за поступовість у проведенні приватизації.
Крім того, обіймаючи двічі посаду прем'єр-міністра, а також важливі економічні пости в уряді, Мечьяр дуже сильно впливав на зовнішню політику, що призвело до загострення відносин з Угорщиною.
Йозеф Моравчик, який був раніше міністром закордонних справ в уряді Мечьяра, виступив з обвинуваченнями на його адресу і на початку березня 1994 року Мечьяр не отримав підтримки в Словацькій національній раді під час обговорення питання про вотум довіри.
16 березня Моравчик був обраний главою тимчасового коаліційного уряду, до якого увійшли представники наступних опозиційних партій: Демократичний союз (ДС), Партія лівих демократів (ПЛД), Християнсько-демократичний рух (ХДР) і Національно-демократична партія (НДП). Однак перемога противників Мечьяра виявилася короткочасною: опозиції не вистачило часу, щоб створити реальну альтернативу Мечьяру. У вересні 1994 р. було заплановане проведення дострокових парламентських виборів.
Перші національні вибори в Словаччині, після здобуття нею незалежності, пройшли 30 вересня — 1 жовтня 1994 р. У них взяли участь 18 партій і рухів і 76 % всіх зареєстрованих виборців. Найбільшу кількість голосів отримав Рух за демократичну Словаччину (РЗДС) В. Мечьяра. Блок «Загальний вибір» (ПЛД, Соціал-демократична партія Словаччини, Партія зелених, Рух аграріїв) отримав 10,41 % голосів виборців (18 мандатів), Угорська коаліція (Угорський християнсько-демократичний рух, Рух «Співіснування» і Угорська цивільна партія) — 10,18 % (17 мандатів), ХДР — 10,08 % (17 мандатів), Демократичний союз — 8,57 % (15 мандатів), Об'єднання робітників Словаччини — 7,34 % (13 мандатів), Словацька національна партія — 5,4 % (9 мандатів).
РЗДС бере свій початок від руху «Громадськість проти насильства» (ГПН), який виник після «оксамитової революції». Мечьяр був одним із засновників ГПН і обіймав посаду міністра внутрішніх справ у словацькому уряді в січні — червні 1990 р. Під час дебатів про майбутнє Чехословаччини в березні 1991 р. Мечьяр пережив свою першу політичну поразку і змушений був подати у відставку з посади прем'єр-міністра Словаччини, оскільки його звинуватили у завданні шкоди чесько-словацьким відносинам своєю позицією повної автономії Словаччини. Мечьяр вийшов з рядів ГПН і організував РЗДС.
Мечьяр залишався при владі з 1994 до 1998 року. У цей час він приєднався до затяжної боротьби з президентом Міхалом Ковачем, його колишнім сподвижником по створенню РЗДС і суперником на президентських виборах. Великого розголосу набула справа викрадення сина президента Ковача працівниками спецслужби «СІС» і його насильне перевезення в Австрію, де проти нього в минулому була порушена справа. Головою спеслужби на той час був Іван Лекса, син впливового мільярдера і як наслідок цього інциденту було ліквідовано свідків у цій справі.
25-26 вересня 1998 р. в країні відбулися парламентські вибори, у яких взяли участь 17 партій. Мечьяру в боротьбі за владу протистояла опозиція — Словацька демократична коаліція (СДК), що об'єднала п'ять партій, у тому числі християнських консерваторів, Партію зелених і соціалістів; її очолив Мікулаш Дзуринда.
СДК здобула прибл. 23 % голосів, а партії, що знаходилися в опозиції до Мечьяра, набрали близько двох третин місць у парламенті (93 із 150).
Здобувши 57 місць у національних зборах (спільно з СНП), Мечьяр не був переобраний на посаду прем'єр-міністра.
Навесні 1999 р. в Словаччині спалахнула політична криза, пов'язана з відсутністю (з 2 березня 1998 р.) президента країни: Міхал Ковач, обраний парламентською більшістю в 1993 р., вступивши в конфлікт з прем'єр-міністром країни В. Мечьяром, залишив свою посаду. Зазнавши поразки на парламентських виборах у вересні 1998, Мечьяр заявив про свій відхід з політичної сцени, але після прийняття словацьким парламентом у січні 1999 р. рішення про проведення прямих всенародних виборів президента висунув свою кандидатуру. Його опорою стала парламентська опозиція, головним чином РЗДС, що набрала найбільшу кількість голосів (прибл. 500 тис. при 3 млн голосуючих). Опонентом виступив мер Кошиць 65-річний Рудольф Шустер, в минулому — голова словацького парламенту в ЧССР, член центрального комітету Компартії Словаччини. Шустер, кандидат урядової коаліції, здобув у другому турі виборів (30 травня 1999) 57 % голосів, в той час як Мечьяр — 32 %. Вибори президента зміцнили позиції парламентської більшості, а також посилили прозахідний курс країни у зовнішній політиці: було заявлено про прагнення максимально швидко вступити в НАТО (навесні-влітку 1999 р.
Уряд Словаччини підтримував НАТО (під час проведення військової операції проти Югославії, надаючи аеродроми і транспортні комунікації країнам Заходу і відмовляючись надати повітряні коридори літакам Росії) і Європейський Союз (посилюючи монетаристський курс і згущаючи торгові зв'язки з Росією і сусідніми країнами).
1 січня 2004 Словаччина вступила до ЄС.
У лютому 2022 року словацьким парламентом та президентам Зузаною Чапутовою була ратифікована угода із США. Однак найвпливовішим партіям («Голос [Архівовано 28 лютого 2022 у Wayback Machine.]» та SMER) з політичних причин стало вигідно бути антиамериканістами, мовляв, подібна стратегічна співпраця обмежує словацький суверенітет навіть більше, аніж вторгнення військ СРСР у 1968 році.